# Brute.
Brute (Eigenschreibweise: brute.) war eine US-amerikanische Rockband.
Brute bestand aus Gitarrist Vic Chesnutt und Bassist David Schools, Gitarrist Michael Houser, John Herman (Percussions), Schlagzeuger Todd Nance und Sänger John Bell von der Band Widespread Panic. Sie stammen allesamt aus Athens, Georgia.
1993 nahm man gemeinsam das Album Nine High A Pallet auf, das allerdings erst 1995 bei Capricorn Records erschien. Es gab keine Tour, der erste gemeinsame Auftritt war am 18. Januar 1995 im Georgia Theatre in Athens. Insgesamt spielte man bis 2002 sieben Mal zusammen. 2002 wurde mit Co-balt ein zweites Album veröffentlicht, das auf Widespread Records, dem Label von Widespread Panic, erschien.

## Diskografie
- Nine High a Pallet – Capricorn Records, 1995
- Co-Balt – Widespread Records, 2002